# Etheostoma australe
Etheostoma australe é uma espécie de peixe da família Percidae.
É endémica do México.